# Shawnee Hills
Shawnee Hills – jednostka osadnicza w Stanach Zjednoczonych, w stanie Ohio, w hrabstwie Greene.